# Philastra
Philastra là một chi bọ cánh cứng trong họ Chrysomelidae.
Chi này được miêu tả khoa học năm 1995 bởi Medvedev.

## Các loài
Chi này gồm các loài:
- Philastra carinata Medvedev, 1995